# 赵镛福
趙鏞福（？—1953年），北韓政治人物，國內派人，文獻鮮有記載其生平，只知他曾擔任朝鮮勞動黨檢閱委員會的上級檢察員。1953年8月，即韓戰結束不久後，國內派首領李承燁被時任最高領導人金日成控為顛覆政府的間諜，趙鏞福也被指是收受美國資金而潛入北韓、偷取軍事機密的同謀而於同年被處決。

## 資料來源
1. ↑  박헌영 1955년 판결문 [朴憲永　1955年判決文]